# André Villard
Pour les articles homonymes, voir Villard.
André Villard, né le 21 janvier 1921 à Paris et mort le 15 août 1987 à Paris, est un directeur de la photographie français .

## Filmographie partielle
Cinéma
- 1946 : Vingt-quatre heures de la vie d'un clown, court-métrage de Jean-Pierre Melville
- 1949 : La Vie dramatique de Maurice Utrillo, court métrage de Pierre Gaspard-Huit
- 1950 : Georges Braque, court métrage d'André Bureau
- 1951 : Le Dindon de Claude Barma (cadreur)
- 1953 : Les Vacances de monsieur Hulot de Jacques Tati  (cadreur)
- 1953 : Riches comme Job, court métrage de René Lucot
- 1955 : Profondeur 4000, court métrage de Jean Faurez
- 1956 : Une tâche difficile, court métrage de Jean Leduc
- 1959 : Soleil de pierre, court métrage de Daniel Leconte
- 1959 : Les Dragueurs, de Jean-Pierre Mocky (cadreur)
- 1959 : Bobosse, d'Étienne Périer (cadreur)
- 1959 : La Main chaude de Gérard Oury
- 1960 : L'Ours d'Edmond Séchan
- 1961 : La Menace, de Gérard Oury
- 1961 : Les hommes veulent vivre de Léonide Moguy
- 1961 : Demain la route, court métrage de Henri Fabiani
- 1962 : Portrait-robot de Paul Paviot
- 1963 : Transit à Saïgon  de Jean Leduc
- 1965 : Le Temps d'apprendre à vivre, court métrage d'Henri Graziani
- 1983 : Biquefarre de Georges Rouquier

Télévision
- 1965 : Droit d'asile de René Lucot
- 1966 : La Mouette de Gilbert Pineau
- 1969 : La Librairie du soleil d'Edmond Tyborowski
- 1974 : 'Le Tribunal de l'impossible, épisode : La Double vie de Mademoiselle de la Faye de Michel Subiela
- 1974 : Le Tribunal de l'impossible (TV) - épisode Agathe ou L'avenir rêvé de Yves-André Hubert et Michel Subiela
- 1974 : Le deuil sied à Électre de Maurice Cazeneuve